# ザ・ピックアップ 〜恋の強盗大作戦〜
『ザ・ピックアップ 〜恋の強盗大作戦〜』（The Pickup）は、ティム・ストーリー製作・監督、マット・ミダーとケビン・バロウズ脚本による2025年のアメリカ合衆国のケイパーアクションコメディ映画。2025年8月6日にAmazonプライムビデオで公開された。

## キャスト
※括弧内は日本語吹替。
- ラッセル・ピアース - エディ・マーフィ（山寺宏一）
- トラヴィス・ストーリー - ピート・デイヴィッドソン（武内駿輔）
- ゾーイ - キキ・パーマー（山村響）
- ナタリー・ピアース - エヴァ・ロンゴリア（日野由利加）
- クラーク - アンドリュー・ダイス・クレイ（立木文彦）
- 解体屋 - マーショーン・リンチ（江頭宏哉）
- ミゲル - イスマエル・クルス・コルドバ（英語版）（関口雄吾）
- バナー - ジャック・ケシー（英語版）（辻井健吾）
- マイキー - ジェフ・ホルブルック
- WWEの格闘家 - ローマン・レインズ
- 日本語吹替版その他出演：平田裕香、小野寺悠貴、小林愛、草野峻平、秋葉恭平、相樂真太郎、大下昌之、高梁りつ、山下タイキ
- 日本語吹替版スタッフ 演出：簑浦良平、翻訳：チオキ真理、調整：常川総一、スタジオ：JVCケンウッド・ビデオテック、吹替監修：田辺愛奈

## 製作
主要撮影は2024年4月にアトランタで開始された。同年4月20日、セカンドユニットによるアクションシーンの撮影中に、装甲車と車が衝突する事故が発生し、両方の車両が横転し、数名のスタッフが負傷した。